# Trichomyia batu
Trichomyia batu är en tvåvingeart som först beskrevs av Quate 1962.  Trichomyia batu ingår i släktet Trichomyia och familjen fjärilsmyggor. Inga underarter finns listade i Catalogue of Life.